# Tonya Verbeek
Tonya Verbeek (n. 14 august 1977, Grimsby⁠(d), Ontario, Canada) este o luptătoare ce a reprezentat Canada, medaliată olimpică. A participat la 3 ediții ale Jocurilor Olimpice (2004, 2008, 2012) în care a câștigat două medalii de argint și o medalie de bronz.